# انبیلولو
انبیلولو (سومری: 𒀭𒂗𒁉𒇻𒇻 dEN-bi.lu.lu) در افسانه‌های میان‌رودان خدای رودخانه‌ها و آبراه‌ها بوده‌است. در افسانه‌های آفرینش، او توسط خدای انکی، سرپرست رودخانه‌های مقدس دجله و فرات شد. همچنین او خدای آبیاری و کشاورزی بود. در داستان سومری انلیل و نین‌لیل او پسر انلیل و نین‌لیل است. در دوران بابل او پسر انکی شده و با هاداد پیوند دارد.
در انوما الیش گفته می‌شود که انبیلولو «اسرار آب» و «روان شدن رودخانه‌ها بر زیر زمین» را می‌شناسد. در نسخه دیگر، او را «خداوندی که همه چیز را شکوفا می‌کند» می‌نامد که چراگاه‌ها و آبشخورها را برای زمین برقرار کرده، چاه‌ها را باز کرده و بدین وسیله آب فراوانی را تقسیم می‌کند.
برگردان‌های گوناگون انوما الیش تا سه جنبه جداگانه الوهیت را به انبیلولو نسبت می‌دهد. آنها شامل نام‌های اپادون ("اربابی که زمین را بارور می‌کند"، که ظریف‌ترین هندسه‌های زمین را می‌شناسد)، انبیلولوگوال ("ارباب فراوانی، رفاه و محصولات فراوان"، قدرت حاکم بر همه رشد و همه چیز است و و هگال ("که بارانهای فراوانی را در سراسر زمین می‌باراند و پوشش گیاهی را برای مصرف مردم فراهم می‌کند"، که اغلب اوقات استاد هنر کشاورزی و همچنین کسی است که اسرار فلزات را می‌داند) است.